# كينجي سيكيدو
كينجي سيكيدو (باليابانية: 関戸 健二) (7 يناير 1990 في كاناغاوا في اليابان – )؛ هو لاعب كرة قدم ياباني سابق كان يلعب كلاعب وسط.

## وصلات خارجية
- كينجي سيكيدو على موقع رابطة كرة القدم اليابانية للمحترفين (اليابانية)
- كينجي سيكيدو على موقع قاعدة بيانات كرة القدم.إي يو (الإنجليزية)
- كينجي سيكيدو على موقع Soccerway.com (الإنجليزية)
- كينجي سيكيدو على موقع عالم كرة القدم.نت (الإنجليزية)
- كينجي سيكيدو على موقع كووورة